# تنور (صدا)
تِنور (انگلیسی: Tenor) نام بازه‌ای از صدا در موسیقی و گونه‌ای از صدای مردان در خوانندگی و اپرا است.

## ویژگی
- تنور به زیرترین نوع صدای مردان گفته می‌شود که به‌طور معمول دامنهٔ آن بر اساس گستره صوتی با «کلید سل» نوشته می‌شود با این تفاوت که صدا‌دهندگی آن یک اُکتاو بَم‌تر از نت نوشته‌شده می‌باشد.
- محدوده صوتی صدای تنور در کارهای کرال معمولاً بین نت «دو» (C3) تا نت «فا» (F4) است.
- حداکثر دامنۀ صوتی تنور در کارهای سولو به «دو» ی (C5) بالاتر از «دو» ی میانی (C4) نیز می‌رسد.[۲]

محدودۀ صوتی تنور

- در مطالعهٔ هارمونی معمولاً چهار قسمت صدایی مورد استفاده قرار می‌گیرد، به‌نام‌های سوپرانو، آلتو، تِنور و باس.

|  |
|  |
|  |
|  |